# Alfred Xavier de La Douespe du Fougerais
Pour les articles homonymes, voir Ladouespe.
Alfred Xavier de La Douespe du Fougerais (né le 24 octobre 1804 à Yerres et mort le 23 août 1874 au Mans), est un avocat, journaliste et homme politique français du XIXe siècle.

## Biographie
Après avoir suivi des études de droit, Alfred Xavier de La Douespe du Fougerais se lance dans la presse.
Dufougerais s'approprie La Mode, journal de mode et de littérature, auquel il donne une tournure politique très marquée en y attaquant violemment Louis-Philippe Ier. En 1831, à la mort de son ancien propriétaire l'abbé de La Mésangère, le baron acquiert le Journal des dames et des modes dont les finances avaient connu des hauts et des bas. Il conserve ce journal jusqu'en 1834. Les nouveaux rédacteurs tentent de relancer la revue, mais les temps avaient changé. La monarchie de Juillet se réclame de valeurs bourgeoises et les extravagances n'étaient plus à la mode. La revue survécut encore quelques années avant de s'arrêter en 1836.
Ayant repris son ancien métier d'avocat à la Cour de Paris, il va défendre à plusieurs reprises le journal L'Indépendant de l'Ouest.
Dufougerais est élu, lors des élections législatives du 13 mai 1849 sur la liste des conservateurs légitimistes, représentant de la Vendée à l'Assemblée législative, le 6e sur 8
Il s'associe, dans les rangs de la droite, à toutes les manifestations de la majorité anti-républicaine, se montre partisan de l'expédition de Rome, de la loi restrictive sur le suffrage universel et de la loi sur l'enseignement secondaire, etc.
Il ne soutient pas la politique personnelle du Prince-président, lorsque celui-ci se met en lutte contre l'assemblée, et rentre dans la vie privée après le coup d'État du 2 décembre 1851.

### Vie familiale
Second fils du baron Dufougerais et petit-fils du chevalier de La Douëpe du Fougerais, Alfred Xavier épouse le 4 mars 1845 Octavie Laillaut de Wacquant (1816 à Barr (Bas-Rhin) - 22 août 1891 à La Loretière), sans postérité.

## Fonctions
- Représentant de la Vendée à l'Assemblée législative (13 mai 1849).

## Titres
- Baron Dufougerais, à la suite de son frère aîné, ses deux neveux étant rentrés dans la prêtrise.

## Règlement d'armoiries
« Armes des La Douëpe du Fougerais sous l'Ancien Régime : De gueules, à quatre clous d'argent, appointés en sautoir. »